# بویضه، حماة
بویضه (به عربی: بویضة) یک روستا در سوریه است که در ناحیه صوران واقع شده‌است. بویضه ۴۸۶ نفر جمعیت دارد.